# Список умерших в 958 году

## Июнь
- 2 июня — Ода, 22-й архиепископ Кентерберийский (941—958)[1].

## Октябрь
- 15 октября — Тода Аснарес (82), королева Наварры, супруга Санчо I Гарсеса, регент (931—934) в малолетство своего сына, короля Гарсии I Санчеса[2].

## Ноябрь
- 11 ноября — Фульк II Добрый, граф Анжуйский (941—958).

## Дата смерти неизвестна или требует уточнения
- Дрого, граф Нанта и Ванна, герцог Бретани (952—958)[3].
- Регелинда, герцогиня Швабская[4].
- Сумбат I, царь картвелов и куропалат, правитель Тао-Кларджети из династии Багратионов (937—958), эристави (до 954).